# Conservatorio de París
El Conservatorio Nacional Superior de Música y Danza de París (CNSMDP) es una institución pública de carácter administrativo, que tiene su origen en el Conservatoire de musique fundado el 3 de agosto de 1795 (16 de thermidor, año III) por la Convención. El CNSMDP ofrece enseñanzas profesionales de música, danza y otras materias relacionadas. En diciembre de 2019 fue nombrada como directora  Émilie Delorme siendo la primera mujer al frente de la institución creada en el siglo XVIII.

## Historia
Luis XIV crea la Academia Real de Música por decreto del 28 de junio de 1669. La Academia está relacionada con la Casa del Rey. Por otro lado, el Consejo de Estado del rey del 3 de enero de 1784 funda la Escuela Real de Canto y de Declamación que se instala en el Hôtel des menus plaisirs. Estas dos instituciones son los primeros signos de una voluntad de estructurar y de tomar en serio la enseñanza de los artes dramáticos y musicales. 

### Instituto Nacional de Música
A la Escuela Real de Canto y de Declamación, la Revolución añade una Escuela Municipal de Música (1792). A estos dos establecimiento sucede, el 8 de noviembre de 1793 (18 de brumario del año II), el primer bosquejo de un establecimiento único dedicado a la formación de músicos: el Instituto Nacional de Música, fundado por un decreto de la Convención Nacional y proveído un presupuesto distinto, bajo la dirección de François-Joseph Gossec.

### Conservatorio de Música

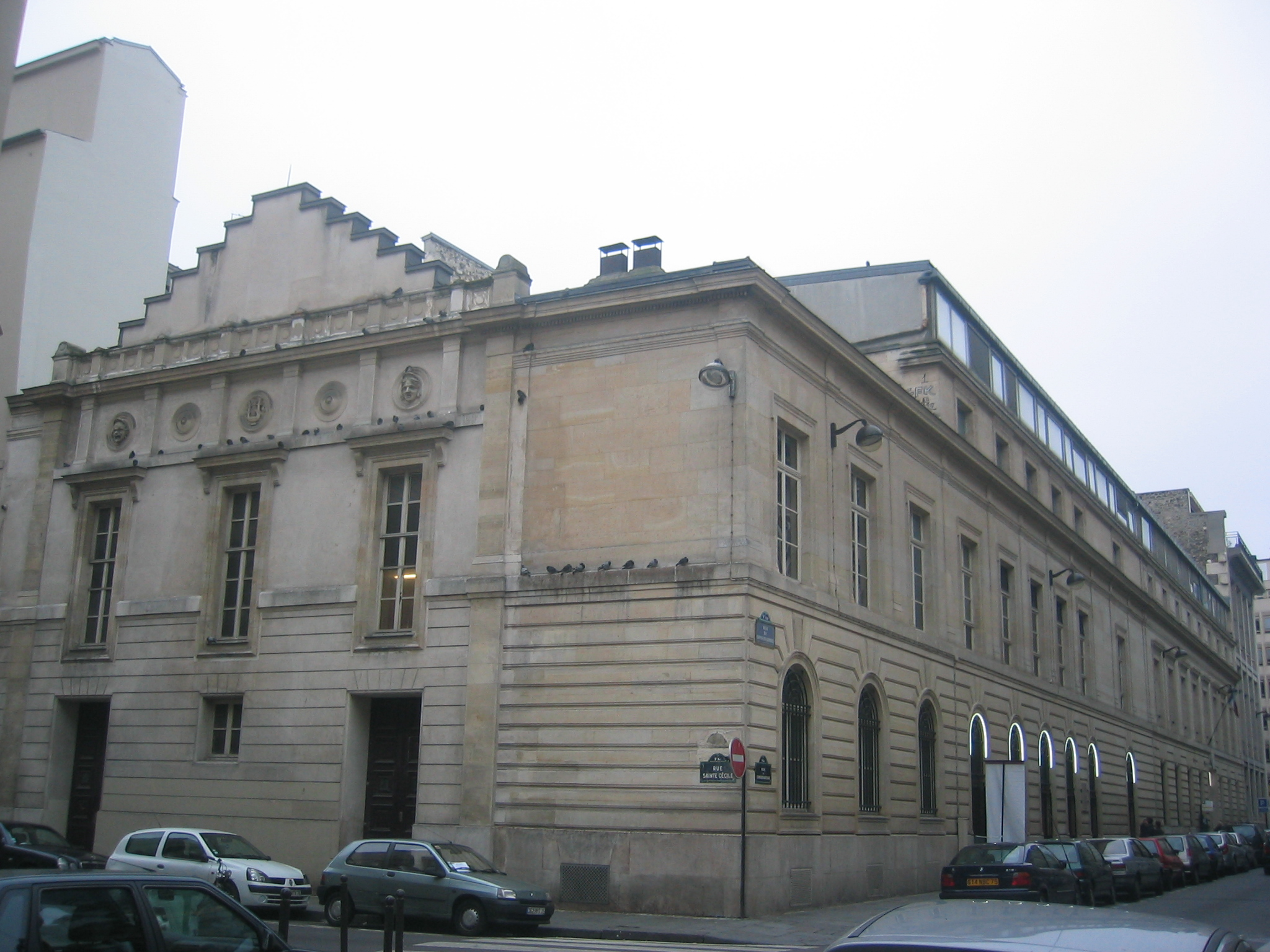
Edificio del Conservatorio (hasta 1911), desde entonces Teatro del Conservatorio (París).

Apenas dos años más tarde, la Convención Nacional decide por una ley de 3 de agosto de 1795 (16 de termidor del año III) el establecimiento del Conservatorio de Música en lugar del Instituto Nacional de Música. La nueva estructura es administrada por un directorio compuesto de Gossec, Méhul y Cherubini, con Bernard Sarrette en el cargo de comisario encargado de la organización. La enseñanza se limita a las disciplinas instrumentales, particularmente cuerdas y vientos.
En 1800 Sarrette se hace cargo de la institución, y las enseñanzas del Conservatorio se extienden también al arte dramático y a la danza. En 1806 François-Antoine Habeneck crea la orquesta de los alumnos y ese mismo año, el Conservatorio pasa a llamarse Conservatorio de Música y de Declamación, denominación que será conservada, con alguna excepción, hasta 1934, cuando la institución será bautizada como Conservatorio Nacional de Música y de Arte Dramático.

### Conservatorio de Música y de Declamación
Cerrado en el tiempo de la Restauración borbónica debido a su origen revolucionario, el Conservatorio, desde 1816, fue transformado en la Escuela Real de Música y de Declamación bajo la administración de un inspector general, François-Louis Perne. Este cambio se traduce en reducciones del número de profesores y de actividades. La institución no recobrará su consideración hasta 1822, cuando Cherubini es nombrado director. Sin embargo, habrá que esperar a 1830 para ver el nombre de Conservatorio oficializado de nuevo. 
Cherubini estructurará la institución en formas que son todavía hoy reconocibles: instauración de un sistema de concurso de entrada y de salida, elaboración de métodos oficiales de enseñanza, apertura hacia un número más grande de instrumento (piano, arpa, contrabajo, trompeta, canto, etc.).
En esta época, las escuelas de música de Lille y Toulouse son relacionadas con conservatorio por Orden del 20 de diciembre de 1826 y en 1850 es promulgado un reglamento de régimen interior.
Los sucesores de Cherubini al frente del Conservatorio, Esprit Auber (1842-1871), Ambroise Thomas (1871-1896), Théodore Dubois (1896-1905), Gabriel Fauré (1905-1920), Henri Rabaud (1920-1941) y Claude Delvincourt (1941-1946), desarrollarán el Conservatorio de Música y de Declamación a un grado que lo hará un punto de referencia y excelente de la enseñanza musical en toda Europa. En 1864 se funda el Museo de instrumentos musicales y en 1905, un decreto detalla la organización del conservatorio, los nombramientos, los tratamientos, los adelantos y las penas disciplinarias del cuerpo docente y administrativo, la organización de los exámenes, incluso la composición de los jurados de admisión. Las disciplinas enseñadas se amplían a la escritura musical, la historia de la música y a nuevos instrumentos (órgano, viola, clarinete). Los profesores son músicos o compositores de gran prestigio, y su influencia marcará duraderamente la vida musical europea, mientras que los jurados de concurso se abren a las personalidades ajenas a la institución como Debussy, Ravel, Dukas, Messager.

### Conservatorio Nacional Superior de Música y Danza de París
En 1946, las actividades de Arte Dramático del Conservatorio de Música y Declamación fueron objeto de una reestructuración independiente, desgajándose de esta institución el Conservatorio Nacional Superior de Arte Dramático de París, mientras que las actividades musicales y de danza fueron reagrupadas en el Conservatorio Nacional Superior de Música y Danza de París. Esta institución también tiene sede en la ciudad de Lyon.
Bajo el impulso de sus directores Marcel Dupré (1954-1956), Raymond Loucheur (1956-1962) 
y Raymond Gallois-Montbrun (1962-1983) fueron ampliados sus planes de estudio, introduciendo nuevas disciplinas y estableciendo los ciclos de perfeccionamiento, inaugurados con master classes impartidas por los más grandes instrumentistas del momento (Mstislav Rostropóvich, Christa Ludwig, Wilhelm Kempf, etc).

## Localización actual
En 1984 comenzó el traslado del Conservatorio a la conocida como Cité de la musique, realizada por el arquitecto Christian de Portzamparc, en el XIX Distrito. Los nuevos locales fueron inaugurados en 1990 y contienen, sobre 15.400 m² (34.000 m² de campus), 78 aulas, 70 estudios de trabajo, 3 salas de exámenes y de concurso, 7 salas para orquesta, 3 salas públicas, una sala de órgano, una sala de arte lírico, el espacio Maurice Fleuret, un centro de música electroacústica y espacios comunes. Acoge más de 1200 estudiantes y sus enseñanzas están estructuradas, con 350 profesores, en 9 departamentos: 
- Disciplinas vocales (canto).
Musicología y análisis musical.
Disciplinas teóricas y dirección de orquesta.
Disciplinas instrumentales clásicas y contemporáneas.
Música Antigua.
Jazz e improvisación.
Pedagogía musical.
Formación sobre el sonido.
Disciplinas coreográficas.

La tutela administrativa del Estado sobre el CNSMDP es ejercida por la Dirección de la Música, del Baile, del Teatro y de los Espectáculos, Subdirección de la Formación Profesional y de las Empresas Culturales, del Ministerio de la Cultura y de la Comunicación. 
En diciembre de 2019 fue nombrada directora del Conservatorio Émilie Delorme convirtiéndose en la primera mujer al frente de esta institución creada en el siglo XVIII, sustituyendo al compositor Bruno Mantovani.

## Antiguos alumnos destacados
| - Adolphe Adam (1803-1856) - Charles-Valentin Alkan (1813-1888) - Louis Aubert (1877-1968) - Jean-Pierre Aumont (1911-2001) - Georges Auric (1899-1983) - George Benjamin (1960-) - İdil Biret (1942-) - Georges Bizet (1838-1875) - Louis Bleuzet (1871-1941) - André Bloch (1873-1960) - Nicolas Bochsa (1789-1856) - Nadia Boulanger (1887-1979) - Jeanne Demessieux (1921-1968) - Pierre Boulez (1925-2016) - Marie-Claire Alain (1926-2013) - André Caplet (1878-1925) - Robert Casadesus (1899-1972) - Alfredo Casella (1883-1947) - Richard Clayderman (1953-) - Gustave Charpentier (1860-1956) - Ernest Chausson (1855-1899) - Henri Cliquet-Pleyel (1894-1963) - Alfred Cortot (1877-1962) - Juan Crisóstomo de Arriaga (1806-1826) - Maurice André (1933-2012) - Léo Delibes (1836-1891) - Claude Debussy (1862-1918) - Théodore Dubois (1837-1924 - Claude Delvincourt (1888-1954) - Roger Désormière (1898-1963) | - Louis Diémer (1843-1919) - Paul Dukas (1865-1935) - Marcel Dupré (1886-1971) - Maurice Duruflé (1902-1986) - Henri Dutilleux (1916-2013) - George Enescu (1881-1955) - Jean Françaix (1912-1997) - Ana Lucía Frega (1935-) - André Gedalge (1856-1926) - Charles Gounod (1818-1893) - Simon Ghraichy (1985-) - Jacques Halévy (1799-1862) - Arthur Honegger (1892-1955) - Philippe Hurel (1955-) - Jacques Ibert (1890-1962) - Alejandro Iglesias Rossi(1960-) - Vincent d'Indy (1851-1931) - Louis Jullien (1812-1860) - Charles Koechlin (1867-1950) - Katia Labèque (1950-) - Marielle Labèque (1952-) - Édouard Lalo (1823-1892) - Jean Langlais (1907-1991) - Raoul Laparra (1876-1943) - Jacques Loussier (1934-) - Jean-Yves Malmasson (1963-) - Jean-Étienne Marie (1917-1989) - Neville Marriner (1924-2016) - Yves Nat (1890-1956) | - Olivier Messiaen (1908-1992) - Darius Milhaud (1892-1974) - Víctor Mirecki Larramat (1847-1921) - Pierre Monteux (1875-1964) - Tristan Murail (1947-) - Jules Massenet (1842-1912) - Ginette Neveu (1919-1949) - Pierre Pierlot (1921-2007) - Jean-Luc Ponty (1942-) - Georges Prêtre (1924-) - Henri Rabaud (1873-1949) - Maurice Ravel (1875-1937) - Camille Saint-Saëns (1835-1921) - Pablo Sarasate (1844-1908) - Jean-Marc Savelli (1955-) - Florent Schmitt (1870-1958) - Germaine Tailleferre (1892-1983) - Jacques Thibaud (1880-1953) - Ambroise Thomas (1811-1896) - Paul Tortelier (1914-1990) - Charles Tournemire (1870-1939) - Edgar Varèse (1883-1965) - Stéphanie Dupri (1988-) - Ricardo Viñes (1876-1943) - Paul Wehage (1963-) - Pierre Pincemaille (1956-2018) - Joaquin Borges (1954-) |